# Valsequilla
Valsequilla es un despoblado español del municipio de Segovia, perteneciente a la provincia homónima, en la comunidad autónoma de Castilla y León.

## Historia
Hacia mediados del siglo XIX, el lugar pertenecía al ayuntamiento de Madrona. Aparece descrito en el decimoquinto volumen del Diccionario geográfico-estadístico-histórico de España y sus posesiones de Ultramar de Pascual Madoz con las siguientes palabras:

VALSEQUILLA: desp. en la prov., part. jud. y dióc. de Segovia, térm. jurisd. de Madrona; confina por N. y E. con el desp. de Escobar de Tardajos y Hortigosa del Monte; S. Otero de Herreros, y O. Fuentemilanos: comprende unas 800 obradas de tierra, las 670 de labrantio y las restantes de eriales en laderas y tomillares para pasto seco de ganados, con 12 obradas de prado de secano; en el centro del térm. se encuentra una casa de labor, en lacual habitan dos labradores colonos del terreno, y tocando con ella hay otros varios edificios para el servicio de los mismo labradores, como son pajares, establos, encerraderos para el ganado lanar y vacuno, corrales y cobertizos; cerca de la casa se halla un pozo, manantial abundante, cuyas aguas utilizan los vec., haciéndolo para el de los ganados de una laguna que se forma de las sobrantes de aquel: le cruza un riach. con el nombre de Herreros, que tiene su orígen al SE. de las sierras de Guadarrama, y se dirige hácia el N. hasta entrar en el térm. de Torredondo. prod.: por un quinquenio ascienden á 7,410 fan. poco mas ó menos de todo grano, distribuidas en la forma siguiente: 2,720 de trigo, 340 de cebada, 790 de centeno, 140 de algarrobas, 120 de garbanzos y 240 de avena: es propiedad del señor conde de Puñonrostro.
(Madoz, 1849, p. 494)

En la actualidad, pertenece al municipio de Segovia.